# Jüdischer Friedhof (Libochovice)
Koordinaten: 50° 24′ 29,9″ N, 14° 1′ 54,8″ O

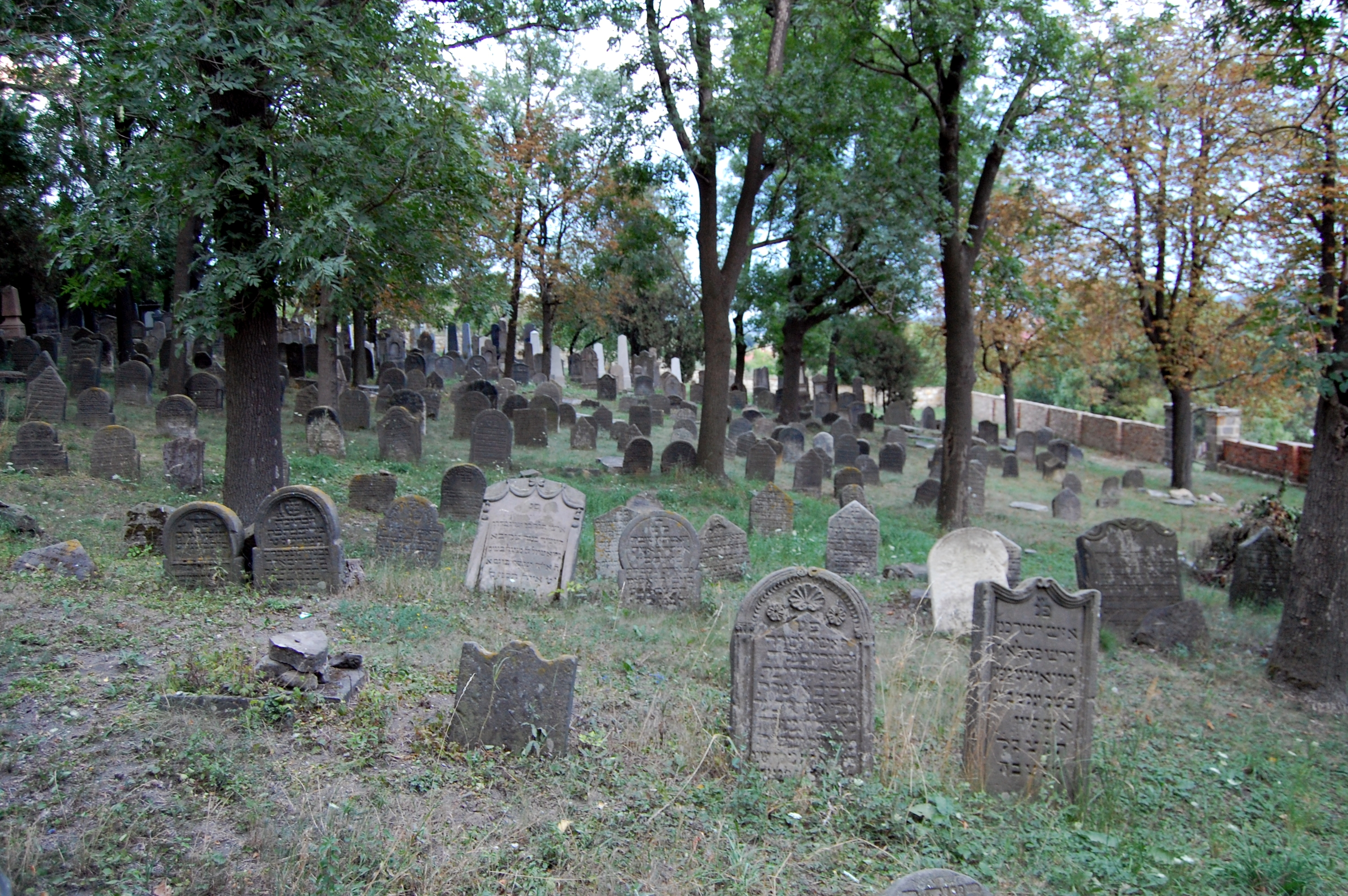
Jüdischer Friedhof in Libochovice

Der Jüdische Friedhof Libochovice befindet sich in der nordböhmischen Stadt Libochovice (deutsch: Libochowitz) in Tschechien.
Der Friedhof wurde im Jahr 1583 neu angelegt und 1846 zu seiner heutigen Größe von 3.190 m² erweitert. Es sind 550 Grabsteine erhalten; der älteste stammt aus dem Jahr 1588. Es sind Grabsteine aus der Zeit des Barock, der Renaissance und moderne Grabsteine vorhanden.